# Tropimerus hovorei
Tropimerus hovorei là một loài bọ cánh cứng trong họ Cerambycidae.